# González Catán
González Catán est une ville argentine située dans le district de La Matanza, dans la province de Buenos Aires, appartenant à la zone ouest du Grand Buenos Aires .

## Géographie
Elle borde les villes de Rafael Castillo, Laferrere, Virrey del Pino et Veinte de Junio, toutes du même parti, également avec les villes de Libertad et Pontevedra du parti Merlo, et la ville d' Ezeiza, dans le parti homonyme .
Avec près de 52 km², c'est la deuxième plus grande ville du district, après Virrey del Pino.

## Histoire
En 1883, s'installe dans la région la congrégation des Filles du Divin Sauveur, puis la Société San Mauricio, aujourd'hui l'école San Mauricio. La ville est fondée en 1904 par Enrique Simón Pérez, qui l'a nommée en l'honneur du médecin et beau-père du fondateur Mauricio González Catán.
Vers 1908, le chemin de fer arrive, dirigé par la Compagnie générale de chemins de fer dans la province de Buenos Aires (CGBA), aujourd'hui la Ligne Belgrano Sud. La gare est située à un peu plus de 30 km du terminal ferroviaire, Estación Sáenz .
Le 3 avril 1910 est considéré comme la date de fondation de la ville, car c'est l'achèvement de la première subdivision des terrains entourant la gare, propriété du Dr Enrique Simón Pérez (aujourd'hui l'avenue principale porte son nom), fils de loi du Dr González Catan.

## Quartiers (Barrios)
- Barrio Picaluga
- Barrio 25 de Mayo
- Barrio El Bajo
- Barrio El Dorado
- Barrio El Fortín
- Barrio El Mojón (km 29,8)
- Barrio El Talita
- Barrio El Triángulo
- Barrio El Torito
- Barrio El Yaraví
- Barrio Independencia (km 29)
- Barrio Villa Adriana
- Barrio La Encarnación
- Barrio La Gloria
- Barrio La Loma (km 30,2)
- Barrio Las Casitas
- Barrio Las Nieves (km 29,5)
- Barrio Lasalle
- Barrio Los Ceibos (km 32)
- Barrio Los Portu
- Barrio Santa Rita
- Barrio Primavera
- Barrio San Enrique
- Barrio San José (km 31)
- Barrio Alberdi (km 30,8)
- Barrio Santa Clara
- Barrio Santa María
- Barrio Dorrego (km 30)
- Santa Cecilia (la tosquera)
- Puente Ezcurra (km 33)
- Villa del Carmen
- Villa Santina
- Villa Scasso (km 28)
- Barrio Barrientos
- Barrio caridad (km 31)

 Barrio El Cencerro
- barrio los ceibos (km 32,33,34)
- barrio Villa dorrego (km 30)
- la favelita (km 32 ,31)
- barrio monte tartaglia (km 34)
- barrio campana (km 34)
- barrio oro verde (km 36)

## Personnalités
- Lit Killah, chanteur et freestyleur.
- Mario Pantaleo, prêtre catholique.
- Gonzalo Montiel, footballeur professionnel.
- Leyes, musicien et homme d'affaires[1]